# Christianshavn

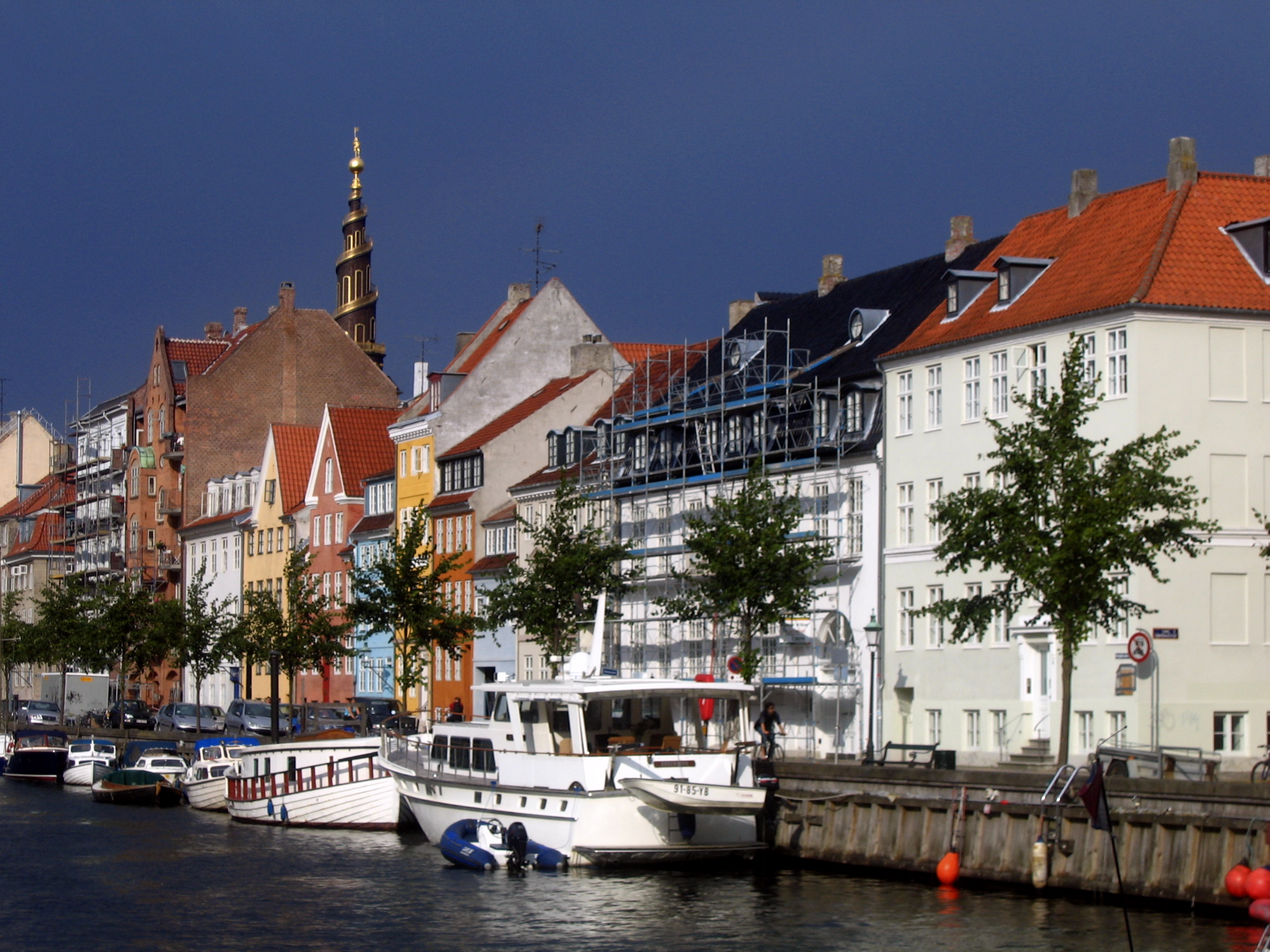
Jeden z licznych kanałów Christianshavn.

Christianshavn – dzielnica Kopenhagi założona w XVII wieku przez Chrystiana IV Oldenburga jako twierdza morska.

## Historia
- Początek XVII wieku – zbudowanie dzielnicy jako autonomiczna część miasta
- Jej założycielem był Christian IV

## Zabytki oraz interesujące miejsca
- Christiania
- Muzeum Filmu Duńskiego
- Vor Frelsers Kirke